# Proteuxoa hypochalcis
Proteuxoa hypochalcis là một loài bướm đêm trong họ Noctuidae.